# اکسیژن-۱۸
اکسیژن-۱۸ (18
O 18

هسته اکسیژن-۱۸

O، Ω) یک ایزوتوپ طبیعی، پایدار اکسیژن و یکی از ایزوتوپ‌های محیطی است.
18
O پیش ساز مهمی برای تولید فلودئوکسی گلوکوز (18F) (FDG) مورد استفاده در برش‌نگاری با گسیل پوزیترون (PET) است. به‌طور کلی، در صنعت رادیودارو، آب غنی شده با یون‌های هیدروژن یا در یک سیکلوترون یا شتاب‌دهنده خطی بمباران می‌شود و باعث ایجاد فلورین -۱۸ می‌شود.

## دیرینه‌شناسی
عمدتاً در هسته‌های یخ قطب شمال و قطب جنوب نسبت 18
O به 16
O می‌تواند برای تعیین درجه حرارت از طریق زمان مورد استفاده قرار گیرد.

## کاربرد
کاربرد ایزوتوپ اکسیژن ۱۸ در علوم پزشکی جهت تشخیص بیماری‌ها با استفاده از تکنیک تشخیصی پت اسکن یا برش نگاری با نشر پوزیترون، به توسعه یکی از دقیق‌ترین روش‌های تشخیص سلول‌های سرطانی در ابتدایی‌ترین مراحل رشد منجر شده‌است. همچنین اندازه‌گیری ایزوتوپ‌های اکسیژن در مطالعات هیدرولوژی آب‌های زیرزمینی، چگونگی حرکت و توزیع آب‌ها در سفره‌های آبی کاربرد دارد. مطالعات ایزوتوپی هیدرولوژی اطلاعات تکمیلی از نوع، سرچشمه و سن آب‌های زیرزمینی ارائه می‌دهند.

## تولید

### ایران
ظرفیت تولید واحد اکسیژن ۱۸ در مجتمع آب سنگین اراک سالانه ۱۰۰ کیلوگرم است.